# Ulica Wincentego Kraińskiego we Wrocławiu

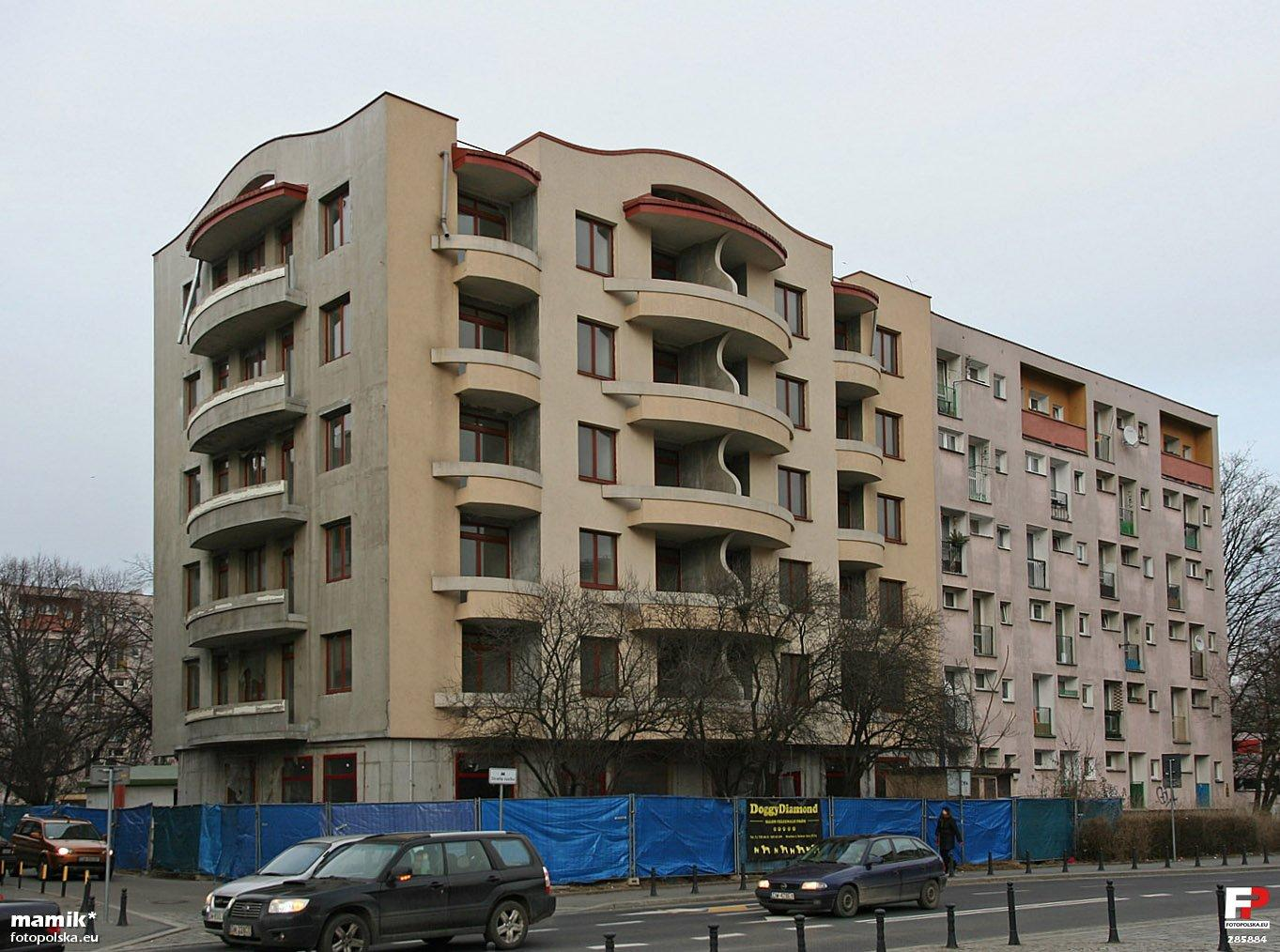
Od lewej ul. Kraińskiego 2, 4 i nowy budynek 4a. Przed budynkami ul. J. Purkyniego

Ulica Wincentego Kraińskiego – ulica położona we Wrocławiu na Starym Mieście, w jego części nazywanej Nowym Miastem. Łączy ulicę św. Ducha i Andrzeja Frycza-Modrzewskiego z ulicą Klemensa Janickiego i Jana Ewangelisty Purkyniego. Ulica ma 236 m długości. Po zachodniej stronie ulicy położona jest między innymi zabytkowa Hala Targowa oraz pozostałości murów miejskich z basztą, tzw. Baszta Niedźwiadka, natomiast po stronie wschodniej zabudowa mieszkalna z lat 60. XX wieku i szkoła.
Upamiętnia Wincentego Kraińskiego.

## Historia
Ulica została wytyczona i zbudowana w 1878 r.. Oprócz ulicy powstał też nieduży plac zlikwidowany po II wojnie światowej. Jej przebieg odpowiada jednemu z dawnych koryt ujściowych Oławy, tzw. Białej Oławy, które zostało zasypane w 1866 r. Znajdował się tu między innymi szpital św. Ducha z 1880 r., szkoły średnie dla dziewcząt – ewangelicka z 1885 r. i katolicka z 1888 r. W roku 1905 została przedłużona w kierunku północnym w miejscu parcel należących do wyżej wymienionego szpitala. W latach 1906–1908 zbudowano halę targową wg projektu Richarda Plüddemanna.
W wyniku działań wojennych podczas oblężenia Wrocławia w 1945 r. ulica i zabudowa uległy zniszczeniu, przy czym zachowała się hala targowa. W 1953 r. dokonano rozbiórki istniejących ruin, przy czym zidentyfikowano pozostałości po murach obronnych i baszcie. Zachowany fragment dawnego muru miejskiego z basztą z XIII wieku, zrekonstruowany został w latach 1957-1958 wg projektu Mirosława Przyłęckiego i 1968. W 1966 r. zbudowano szkołę (pomnik tysiąclecia), oddaną do użytkowania 22.10.1966 r., a w 1968 r. czteropiętrowe bloki mieszkalne. W baszcie od 1998 r. działała winiarnia „Koniec wieku”.

## Nazwy
W swojej historii ulica nosiła następujące nazwy:
- Münzplatz i Münzstraße (Menniczy i Mennicza), od 1879 r. do 1945 r.[6][17][18]
- Wincentego Kraińskiego, od 1945 r.[6][18][21]

Współczesna nazwa ulicy została nadana przez Zarząd Miejski i ogłoszona w okólniku nr 97 z 31.11.1945 r. Upamiętnia ona Wincentego Kraińskiego (żył w latach 1786-1882), prawnika, filozofa, księdza, pisarza i pedagoga. Mieszkał we Wrocławiu od 1848 r. Między innymi wykładał on literaturę słowiańską na Uniwersytecie Wrocławskim.

## Układ drogowy
Do ulicy przypisana jest droga gminna numer 106479D o długości 236 m klasy lokalnej położona na działkach o łącznej powierzchni 4523 m2. Ulica biegnie od ulicy św. Ducha i Andrzeja Frycza-Modrzewskiego do ulicy Klemensa Janickiego i Jana Ewangelisty Purkyniego.
Ulice powiązane z ulicą Wincentego Kraińskiego:
- skrzyżowanie:
  - ulica św. Ducha[1][21]
  - ulica Andrzeja Frycza-Modrzewskiego[25]
  - na północ od wyżej wymienionych ulic: Bulwar Xawerego Dunikowskiego, w ramach Promenady Staromiejskiej[5][9]
- naziemne przejście dla pieszych z sygnalizacja świetlną[26]
- skrzyżowanie, z sygnalizacja świetlną[27]:
  - ulica Klemensa Janickiego[1][28]
  - ulica Jana Ewangelisty Purkyniego[29].

## Zabudowa i zagospodarowanie
Po stronie zachodniej od południa wzdłuż ulicy położony jest Zieleniec przy ulicy Kraińskiego przy zabytkowych reliktach murów obronnych z basztą tzw. Baszta Niedźwiadka przy ulicy Wincentego Kraińskiego 14. Za nimi położona jest zabudowa mieszkaniowa z lat 60. XX wieku, w tym budynki o numerach adresowych od 2 do 12 przypisanych do ulicy Wincentego Kraińskiego. Za tą zabudową przewiduje się ulicę klasy dojazdowej. Dalej w części północnej położony jest budynek pod numerem 16 przylegający do zabytkowej Hali Targowej przy ulicy Piaskowa 17.
Wschodnia strona ulicy obejmuje szkołę przy ulicy Wincentego Kraińskiego 1 (w różnych okresach była to szkoła: podstawowa – nr 104 imienia Marii Konopnickiej, nr 29 imienia Konstytucji 3 Maja, lub gimnazjum – nr 29). Na północ od szkoły znajduje się zabudowa mieszkalna przy ulicy Wincentego Kraińskiego 3 i 5 oraz ulicy Andrzeja Frycza-Modrzewskiego 12 i 14. Pomiędzy zabudową planowany jest skwer.
Ulica położona jest w obszarze znajdującym się na wysokości bezwzględnej pomiędzy 117,5 a 118,5 m n.p.m.. Jest on objęty rejonem statystycznym nr 933170, w którym gęstość zaludnienia wynosiła 6389 osób/km² przy 493 osobach zameldowanych (według stanu na dzień 31.12.2018 r.).
Na północ od skrzyżowania ze św. Ducha i Andrzeja Frycza-Modrzewskiego położony jest Bulwar Xawerego Dunikowskiego, w ramach Promenady Staromiejskiej, biegnący nad brzegiem rzeki Odry, jej głównego ramienia, w miejscu rozdziału Odry Górnej na dwa zasadnicze ramiona – Odrę Północną i Odrę Południową, w ramach Śródmiejskiego Węzła Wodnego.

## Ochrona i zabytki
Obszar, na którym położona jest ulica Wincentego Kraińskiego, podlega ochronie w ramach zespołu urbanistycznego Starego Miasta z XIII–XIX wieku, wpisanego do rejestru zabytków pod nr. rej.: 196 z 15.02.1962 oraz A/1580/212 z 12.05.1967 r.. Inną formą ochrony tych obszarów jest ustanowienie historycznego centrum miasta, w nieco szerszym obszarowo zakresie niż wyżej wskazany zespół urbanistyczny, jako pomnik historii  . Samo miasto włączyło ten obszar jako cenny i wymagający ochrony do Parku Kulturowego "Stare Miasto", który zakłada ochronę krajobrazu kulturowego oraz uporządkowanie, zachowanie i właściwe kształtowanie krajobrazu kulturowego oraz historycznego charakteru najstarszej części miasta .
Przy ulicy i w najbliższym sąsiedztwie znajdują się następujące zabytki:
| obiekt, położenie                                                                           | powstanie, nr rej.                                                                                                   | fotografia |
| ------------------------------------------------------------------------------------------- | --- | ---------- |
| strona zachodnia                                                                            | |            |
| Hala Targowa, ulica Piaskowa 17                                                             | lata 1906–1908 (projekt Richard Plüddemann, F. Friese, Heinrich Küster) (1908 r.) A/2659/401/Wm z dnia 13.04.1979 r. |            |
| Baszta z fragmentem muru obronnego, tzw. Baszta Niedźwiadka ulica Wincentego Kraińskiego 14 | lata 40. XIII wieku, XIV/XV wieku, odbudowa lata 1957-1958, 1968 r. A/5297/39 z dn. 26.10.1961                       |            |
| zamknięcie osi widokowej w kierunku północnym                                               | |            |
| Promenada Staromiejska                                                                      | po 1807 r., projekt 1813 r. (Johann Friedrich Knorr) gez, mpzp                                                       |            |

## Osie widokowe

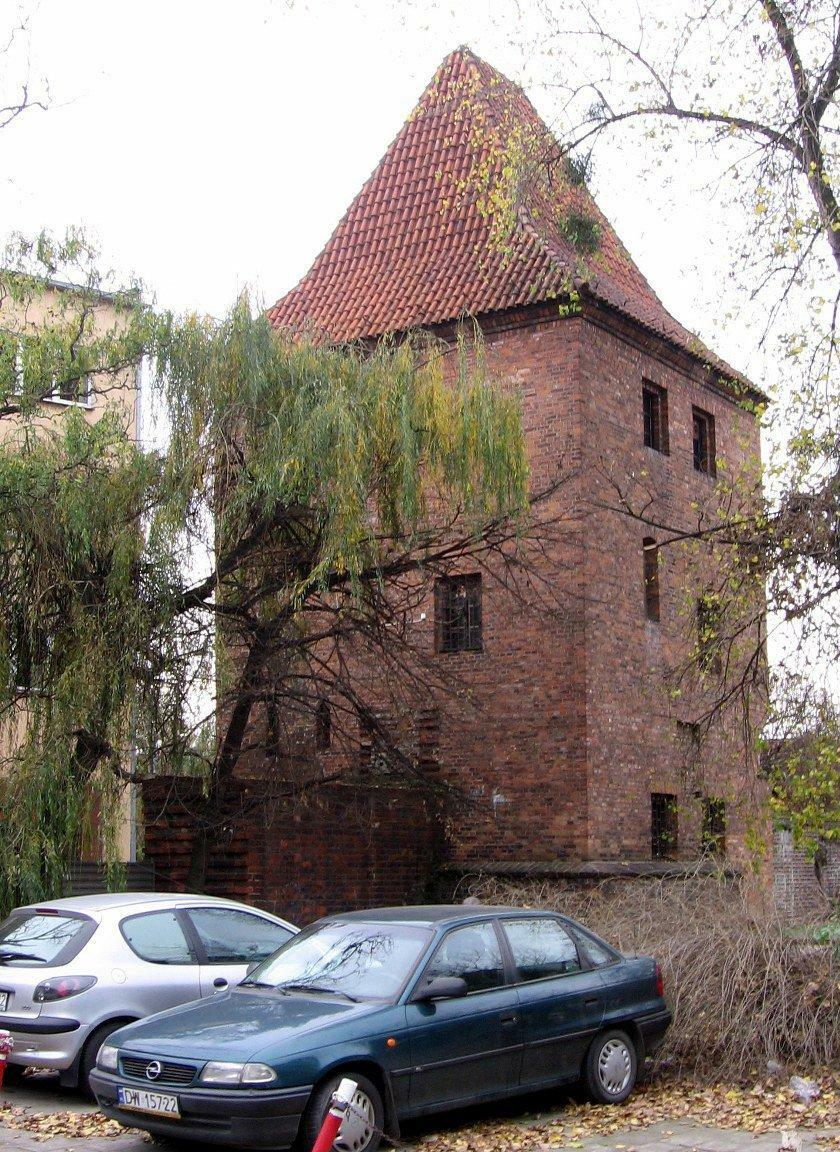
Baszta Niedźwiadka

Przewidziano ochronę widoków urbanistycznych, w postaci osi widokowych w określonym zakresie kątowym, na stanowiącą dominantę zabytkową basztę i pozostałości murów obronnych. Osie takie przewidziano zarówno po stronie zieleńca przy ulicy Wincentego Kraińskiego, jak i po stronie drogi wewnętrznej pomiędzy zabudową mieszkaniową przy ulicy Wincentego Kraińskiego 2-12 a budynkiem pierzejowym posadowionym wzdłuż ulicy Piaskowej 1-12.